# Natalja Dobrynska

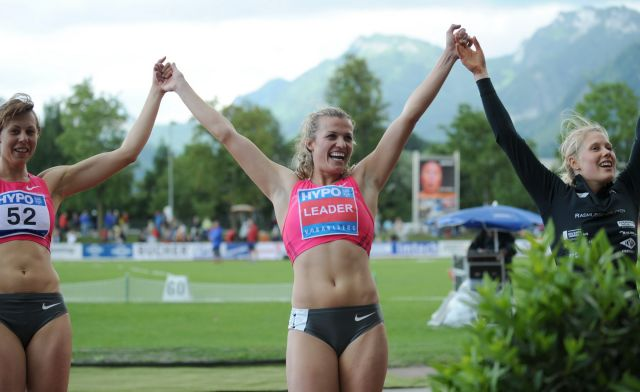
Dobrynska viert haar overwinning bij de Hypo-Meeting in Götzis in 2009.

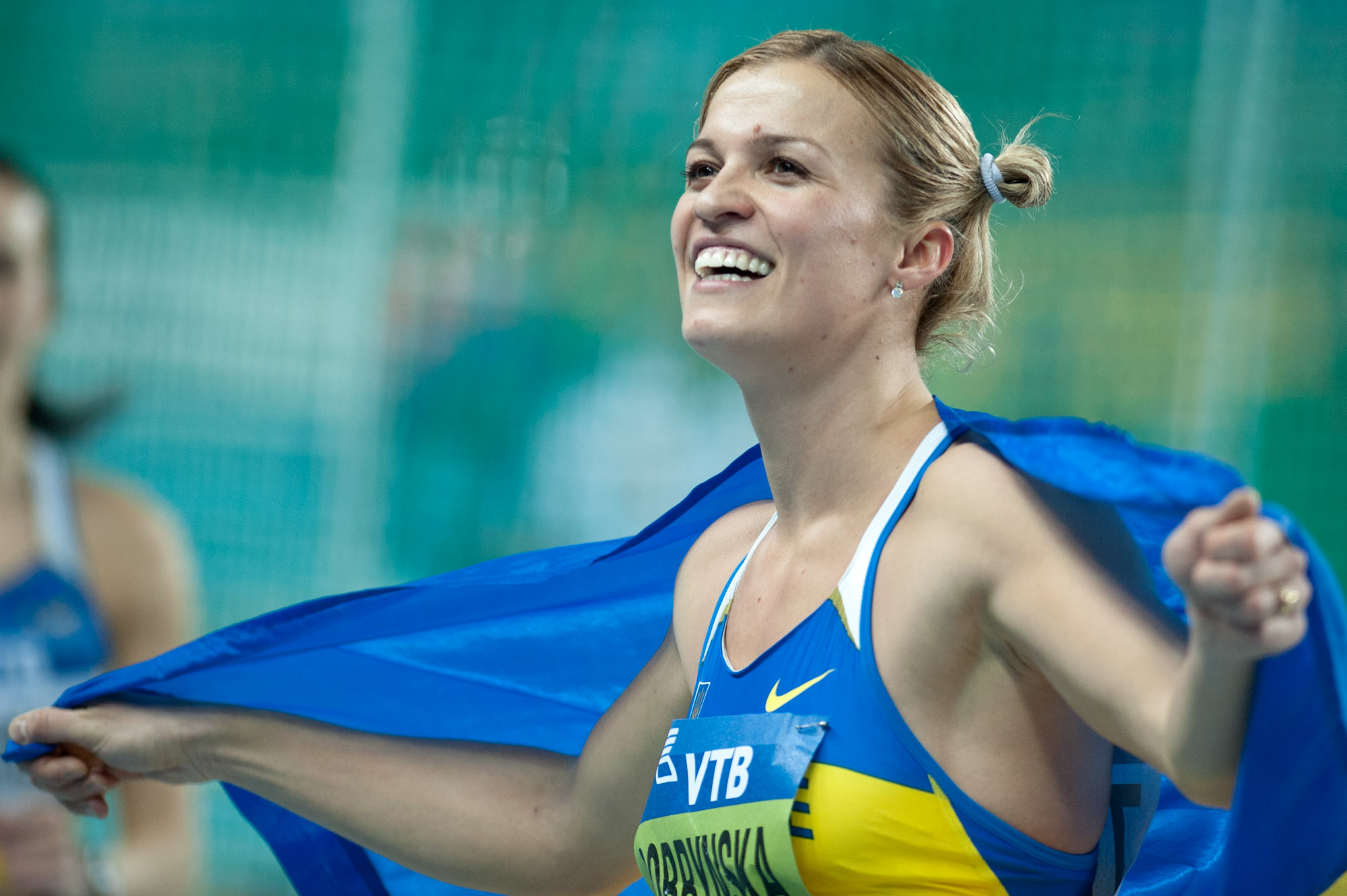
Natalja Dobrynska na haar recordvijfkamp op de WK indoor 2012, Istanboel.

Natalja Volodimirovna Dobrynska (Oekraïens: Наталія Володимирівна Добринська) (Virrisa, Brovary, 29 mei 1982) is een voormalige Oekraïense atlete, die was gespecialiseerd in de meerkamp. Ze nam driemaal deel aan de Olympische Spelen en werd eenmaal olympische kampioene. In 2012 veroverde zij de wereldindoortitel op de vijfkamp. Bij die gelegenheid vestigde zij een wereldrecord en passeerde zij als eerste vrouw ooit de 5000 puntengrens. Haar wereldrecord werd pas in 2023 verbeterd door de Belgische Nafissatou Thiam.

## Biografie

### Eerste successen
In 1999 deed Dobrynska voor de eerste maal mee aan een internationale wedstrijd. Op de wereldkampioenschappen voor B-junioren nam ze deel aan het onderdeel kogelstoten, maar sneuvelde in de kwalificatieronde met een verste stoot van 12,41 m.
Op de Olympische Spelen van Athene in 2004 werd Nataliya Dobrynska achtste op de zevenkamp met 6255 punten. Ze werd zesde op de Europese kampioenschappen van 2006 in Göteborg.

### Olympisch kampioene
Op de vijfkamp won Dobrynska een zilveren medaille op de wereldindoorkampioenschappen van 2004 in Boedapest en een bronzen op de EK indoor in 2005. Twee jaar later werd Dobrynska op de EK indoor vijfde. Op de WK in Osaka werd ze achtste op de zevenkamp met 6327 punten.
Op de Olympische Spelen van 2008 in Peking behaalde Dobrynska haar grootste triomf: ze won er goud. Met 6733 punten eindigde ze op de zevenkamp voor haar landgenote Ljoedmila Blonska (zilver) en de Amerikaanse Hyleas Fountain (brons). Op vijf van de zeven onderdelen verbeterde ze haar persoonlijke records.

### Winst in Götzis
In 2009 was Dobrynska op basis van haar wereldtitel het jaar ervoor de voornaamste favoriete voor de zege op de zevenkamp tijdens de wereldkampioenschappen in Berlijn. De Oekraïense realiseerde zich haar nieuw verworven status, liet de Europese indoorkampioenschappen aan zich voorbijgaan en concentreerde zich op een goede zevenkamp tijdens de prestigieuze Hypo-Meeting in het meerkampmekka Götzis, eind mei. Daar won zij met overmacht. Met 6558 punten was ze veel te sterk voor de concurrentie, van wie haar landgenote Hanna Melnychenko met 6445 punten nog het dichtstbij kwam.

### Verslagen op WK
In Berlijn werd echter al gauw duidelijk, dat er ook andere atletes met heel hoge ambities naar het Olympiastadion waren getogen. Nadat de Britse Jessica Ennis het eerste nummer, de 100 m horden, met 12,93 s had gewonnen, liep Dobrynska, die hier 13,85 had laten noteren, voortdurend achter de feiten aan en sloot zij de eerste dag af met een achterstand van meer dan 300 punten (4124 voor Ennis, 3817 voor Dobrynska). Die voorsprong gaf de Britse de tweede dag niet meer uit handen. Met 6731 punten kwam zij tot de beste prestatie van het jaar. Toen bovendien de Duitse Jennifer Oeser voor eigen publiek boven zichzelf uitsteeg (6493 p) en ook de Poolse Kamila Chudnik haar beste zevenkamp van 2009 (6471 p) in de blauw-groene atletiekarena neerlegde, kwam Natalja Dobrynska zelfs met lege handen te staan. Met een score van 6444 punten werd ze vrij roemloos vierde.

### Na tweemaal zilver ten slotte goud op WK indoor in 2012
Na de deceptie van Berlijn kwam Dobrynska het volgende jaar tijdens de WK indoor in Doha terug met een tweede plaats op de vijfkamp en een puntenscore van 4851, een nationaal record. Het was echter opnieuw Jessica Ennis die haar van de overwinning afhield, want de Britse was ook in Doha superieur met haar puntentotaal van 4937, een kampioenschapsrecord. Die situatie herhaalde zich later dat jaar op de EK in Barcelona. Ook al deed de Oekraïense het op de zevenkamp nog zo goed en scoorde zij met 6778 punten een PR, Ennis was opnieuw beter, al was het verschil deze keer maar 45 punten.
Op de WK indoor in Istanboel nam Natalja Dobrynska ten slotte wraak. Als eerste vrouw ooit slaagde zij er in om op de vijfkamp een puntentotaal te verzamelen boven de 5000. Met 5013 punten zette zij een nieuwe standaard in de indooratletiek en die was zelfs Jessica Ennis te machtig. Overigens bleef de Britse met 4965 punten zelf ook ruim boven haar score van 2010, die toen goud had opgeleverd.
Kort na het veroveren van de wereldindoortitel in 2012 overleed Dobrynska's coach en echtgenoot, Dmitry Polyakov, aan de gevolgen van kanker.

### Einde atletiekloopbaan
Anderhalf jaar later, op 28 oktober 2013, maakte Natalja Dobrynska bekend, dat zij een punt zette achter haar topsportloopbaan. De Oekraïense oud-olympisch kampioene vond, dat zij het punt had bereikt waarop zij niet langer in staat was om te strijden op haar oude niveau. En aangezien vooruitgang toch altijd de drijfveer was om door te willen gaan, vond zij dat op 31-jarige leeftijd voor haar de tijd was gekomen om ermee te stoppen. Dobrynska verklaarde voornemens te zijn om zich voortaan op andere wijze voor de sport in te zetten, onder andere voor de ontwikkeling van de sport in eigen land.

## Titels
- Olympisch kampioene zevenkamp - 2008
- Wereldindoorkampioene vijfkamp - 2012
- Oekraïens indoorkampioene vijfkamp - 2003, 2004, 2005, 2007

## Persoonlijke records
Outdoor
| Onderdeel    | Prestatie | Datum            | Plaats    |
| ------------ | --------- | ---------------- | --------- |
| 200 m        | 24,23 s   | 30 juli 2010     | Barcelona |
| 800 m        | 2.11,34   | 30 augustus 2011 | Daegu     |
| 100 m horden | 13,43 s   | 29 augustus 2011 | Daegu     |
| hoogspringen | 1,86 m    | 7 augustus 2006  | Göteborg  |
| verspringen  | 6,63 m    | 16 augustus 2008 | Peking    |
| kogelstoten  | 17,29 m   | 15 augustus 2008 | Peking    |
| speerwerpen  | 49,25 m   | 31 juli 2010     | Barcelona |
| zevenkamp    | 6778 p    | 30/31 juli 2010  | Barcelona |

Indoor
| Onderdeel    | Prestatie        | Datum            | Plaats     |
| ------------ | ---------------- | ---------------- | ---------- |
| 800 m        | 2.11,15          | 9 maart 2012     | Istanboel  |
| 60 m horden  | 8,33 s           | 18 februari 2010 | Soemy      |
| hoogspringen | 1,85 m           | 1 maart 2007     | Birmingham |
| verspringen  | 6,57 m           | 9 maart 2012     | Istanboel  |
| kogelstoten  | 17,18 m          | 7 maart 2008     | Valencia   |
| vijfkamp     | 5013 (ex-WR; NR) | 9 maart 2012     | Istanboel  |

## Palmares

### vijfkamp
- 2004:  WK indoor - 4727 p
- 2005:  EK indoor - 4667 p
- 2007: 5e EK indoor - 4739 p
- 2008: 4e WK indoor - 4742 p
- 2010:  WK indoor - 4851 p (NR)
- 2012:  WK indoor - 5013 p

### zevenkamp
- 2003: 12e Universiade - 5553 p
- 2004:  Grand Prix Finale - 18.825 p (seizoenstotaal)
- 2004: 8e OS - 6255 p
- 2004:  IAAF World Combined Events Challenge - 18825 p
- 2005: 9e WK - 6144 p
- 2006: 6e EK - 6356 p
- 2007: 8e WK - 6327 p
- 2008:  OS - 6733 p
- 2008:  IAAF World Combined Events Challenge - 19430 p
- 2009: 4e WK - 6444 p
- 2009:  IAAF World Combined Events Challenge - 19487 p
- 2010:  EK - 6778 p
- 2010:  IAAF World Combined Events Challenge - 19110 p
- 2011: 4e WK - 6539 p (na DQ Tatjana Tsjernova)
- 2011:  IAAF World Combined Events Challenge - 19408 p
- 2012: DNF OS

1984: Glynis Nunn ·
1988: Jackie Joyner-Kersee ·
1992: Jackie Joyner-Kersee ·
1996: Ghada Shouaa ·
2000: Denise Lewis ·
2004: Carolina Klüft ·
2008: Natalja Dobrynska ·
2012: Jessica Ennis ·
2016: Nafissatou Thiam ·
2020: Nafissatou Thiam ·
2024: Nafissatou Thiam